# Audley Harrison
Audley Harrison (n. 26 octombrie 1971, Londra, Regatul Unit) este un boxer ce a reprezentat Regatul Unit al Marii Britanii și al Irlandei de Nord, medaliat olimpic. A participat la o ediție a Jocurilor Olimpice (2000) în care a câștigat o medalie de aur.

## Participări
Lista de mai jos prezintă principalele competiții la care a participat Audley Harrison de-a lungul carierei.
- boxing at the 2000 Summer Olympics – super heavyweight[*]